# Novi Čeminac
Novi Čeminac (mađ. Újlaskafalu, srp. Нови Чеминац), naselje u općini Čeminac, Osječko-baranjska županija. 

## Zemljopisni položaj
Novi Čeminac je smješten u južnom dijelu Baranje, u mikroregiji Baranjske nizine Istočnohrvatske ravnice. Udaljen je 2 km jugozapadno od sjedišta općine Čeminca, 18 km od Osijeka i 13 km od Belog Manastira. Nalazi se na križištu županijskih cesta Ž4041 (D517 – Bolman – Novi Bolman – Jagodnjak – Novi Čeminac – Uglješ – Švajcarnica /D7/) i Ž4054 (Novi Čeminac /Ž4041/ – Čeminac /D7/). Autobusnim vezama povezan je s Belim Manastirom i Osijekom.

## Stanovništvo
Kao naselje na popisima stanovništva iskazuje se od 1869. godine. U godinama 1880, 1890, 1921. i 1931. podaci o broju stanovnika uključeni su u podatke za Čeminac. Broj stanovnika kretao se ovako: 169 (1869.), 243 (1900.), 288 (1910.), 251 (1948.), 190 (1953.), 263 (1961.), 378 (1971.), 351 (1981.), 390 (2001.).[nedostaje izvor]

| broj stanovnika | 319   | 252   |
|                 | 2011. | 2021. |

## Povijest
Povećanjem stanovništva nema dovoljno prostora za građenje kuća te narod počinje oko 1856. godine graditi novo naselje pokraj ceste između Darde i Jagodnjaka koje politički i kulturno pripada pod Općinu Čeminac. To je mjesto Novi Čeminac sa 150 kuća.[nedostaje izvor]

## Gospodarstvo
Gospodarsku osnovu Novog Čeminca čine ratarstvo, stočarstvo i obrt (autoprijevoz).

## Obrazovanje
- Oš Čeminac

## Znamenitosti
- Pripada župi Presvetoga Srca Isusova iz Čeminca, Baranjski dekanat Đakovačke i srijemske biskupije.

## Šport
- Športsko-ribolovno društvo »Štuka«
- Udruga žena »Novi Čeminac«
- NK Novi Čeminac